# Sophie Buxhoeveden

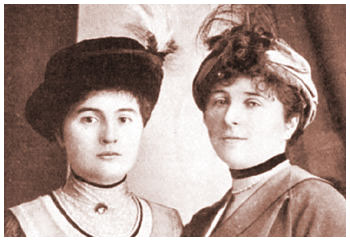
Sophie Buxhoeveden (till höger) tillsammans med Anastasia Hendrikova.

Sophie Karlovna Buxhoeveden, född 6 september 1883 i Sankt Petersburg, kejsardömet Ryssland, död 26 november 1956 i Storbritannien, var en rysk hovdam och memoarförfattare. Hon var hovdam till Rysslands kejsarinna Alexandra Fjodorovna och blev känd för de tre böcker hon skrev om sin uppväxt, sin tid som hovdam och sin flykt från Ryssland under ryska revolutionen. 

## Biografi
Sophie Buxhoeveden var dotter till den balttyske diplomaten friherre Karlos Matthias Ludwig Konstantin Buxhoeveden, som en tid var Rysslands ambassadör i Danmark, och Ludmilla Ossokina. Familjen deltog i societetslivet i Sankt Petersburg. 

### Hovdam
Hon blev utnämnd till hedershovdam 1904, och påbörjade sin tjänstgöring som sådan när hon blev ordinarie hovdam 1913. Vid hovet kallades hon "Isa", och fick ofta i uppdrag av kejsarinnan att åtfölja tsardöttrarna på deras officiella uppdrag under första världskriget. 
Buxhoeveden bevittnade Rasputins påstådda "mirakel" och imponerades av dem utan att övertygas av dem eller bli Rasputins beundrare, men hennes sätt att hålla inne med sin kritik mot honom uppskattades av kejsarinnan, som hade velat att hon skulle acceptera honom som en helig man men accepterade att hennes åsikt om honom inte skulle ändras.

### Revolutionen
Sophie Buxhoeveden befann sig med tsarfamiljen i Tsarskoje Selo när februarirevolutionen utbröt i mars 1917, och kunde därför beskriva alla dess turer som det upplevdes av hovet i sina memoarer. När den före detta tsarfamiljen flyttades till Tobolsk, kvarstannade hon i Petrograd eftersom hon tvingades undergå en operation. I november fick hon tillstånd att göra dem sällskap. När oktoberrevolutionen utbröt strax därpå blev hennes tillstånd ogiltigt, men hon färdades illegalt till familjen i Tobolsk i december 1917. 
Hon fick aldrig tillstånd att träffa familjen under sin vistelse i Tobolsk, men fick bo i Kornilov-huset, där merparten av familjens personal, däribland hennes kollegor Catharina Schneider, Anastasia Hendrikova, Ilja Tatisjtjev och Vasilij Dolgorukov också bodde. I februari 1918 anlände bolsjevikiska funktionärer till Tobolsk, och hennes kolleger blev arresterade och överförda till det hus där ex-tsarfamiljen levde. Hennes rum genomsöktes men hennes namn inkluderades inte i någon arresteringsorder, och när de före detta tsarbarnen flyttades till Jekaterinburg 20 maj 1918 fick hon tillstånd att följa med dem på resan (deras föräldrar hade då redan blivit förflyttade). 
Vid ankomsten till Jekaterinburg separerades hon från den före detta tsarfamiljen av bolsjevikerna, som på grund av hennes efternamn trodde att hon var utlänning och inte ville riskera utländska relationer genom att angripa utländska medborgare: även schweizaren Pierre Gilliard och britten Sydney Gibbes släpptes av samma anledning. Tillsammans med Gilliard, Gibbes och ytterligare några tjänare levde hon länge i en gammal tågkupé och uppvaktade förgäves myndigheterna för den före detta tsarfamiljens räkning, medan de skuggades av den lokala sovjeten. De blev på järnvägsstationen vittne till hur ex-tsarens bagage plundrades då det anlände, och bara en minoritet anlände till Ipatieffhuset. 
Buxhoeveden, Gilliard och Gibbes tvingades 3 juni lämna Jekaterinburg på order från den lokala sovjeten. Tillsammans med fjorton andra personer ur hovpersonalen samlade de ihop pengar för att få fortsätta dela samma kupé. Bland dem fanns bland andra tsarens betjänt och kockar, "Mademoiselle A. A. Tegleva", "Mademoiselle M.G. Toutelberg" och Anastasia Hendrikovas och Catherine Schneiders kammarjungfrur. Tåget färdades mot Kina, bort från fronten, och omgavs av de stora flyktingströmmar som flydde från fronten, revolutionen och inbördeskriget i väster. Hon uppgav att någon hade skrivit "I den här vagnen färdas 17 tjänare till tyrannen Nikolaj II" på deras tågkupé, vilket tilldrog sig en del obehag från omgivningen. 
Sällskapet steg av i Tiumen, där hon sedan levde tillsammans med Gilliard och Tegleva tills staden återtogs från bolsjevikerna av vita armén 19 juli. Hon arbetade då som engelsklärare. Sedan Jekaterinburg återtagits av vita armén 23 juli informerades hon om den före detta tsarfamiljens och sina kollegors avrättning: hon mottog sin kollega Aleksej Volkovs vittnesmål om sina hovdamskollegers avrättning. Hon arbetade som tolk på ett sjukhus drivet av amerikanska röda korset, och tog sig i januari 1919 via en patienttransport vidare till Omsk, som då var säte för den vita provisoriska Koltjak-regeringen. Staden var översvämmad av flyktingar och hon sov en tid på ett skrivbord i ett kontor tillhörande en bekant, som hade ett ämbete inom Koltjak-regeringen. Omsk-regeringen återinförde alla gamla kejserliga institutioner, men administrationen var ineffektiv och förtryckande och reaktionär och inflationen för alla varor utom mat var extrem, vilket ledde till stort missnöje med regimen. 
Hon erbjöds en plats på general Alfred Knox brittiska militärtåg via Irkutsk, Tjita och Harbin till Vladivostok. Hon beskrev Irkutsk som sönderbombat och Tjita behärskat av Grigorij Michajlovitj Semjonovs banditer som krävde pengar av alla genomfarande, men både Harbin och Vladivostock som totalt oberörda av både revolutionen och inbördeskriget, utan vare sig flyktingar eller revolutionärer. Hon lämnade Ryssland med en ångare från Vladivostock till Tsuruga i Japan i februari 1919. I Tokyo mötte hon ett pressuppbåd och sin fars bekant och kollega, den brittiske ambassadören i Japan, något hon beskrev som en återgång till ett för henne normalt liv. 
Hon tog sig sedan via Japan, USA och Storbritannien till sin far i Danmark, där hon välkomnade den ryska änkekejsarinnan Maria Fjodorovna i Köpenhamn sommaren 1919.

### Senare liv
Sophie Buxhoeveden levde sedan i Danmark, Tyskland och slutligen i Storbritannien, där hon anställdes som hovdam åt Alexandra Fjodorovnas syster, den brittiska prinsessan Viktoria av Hessen-Darmstadt. 
Hon träffade både Anna Anderson, som påstod sig vara tsardottern Tatjana, och Eugenia Smith, som påstod sig vara tsardottern Anastasia, men sade båda gånger att de inte var de personer de påstod sig vara.

## Memoarer
Sophie Buxhoeveden utgav sina memoarer i tre delar 1928–1929.